# Maïnari
Maïnari (ou Meinari) est une localité du Cameroun située à proximité du lac Tchad, dans le département du Logone-et-Chari et la Région de l'Extrême-Nord. Elle fait partie de la commune de Fotokol et du canton de Makari.

## Population
Lors du recensement de 2005, on y a dénombré 927 personnes.

## Situation d'insécurité
Selon un rapport des Nations unies de 2017, Maïnari fait partie des localités de l'Extrême-Nord touchées par des attaques kamikazes fréquentes. Cette situation d'insécurité volatile en rend l'accès difficile.